# Розі Дуглас
Рузвельт («Розі») Бернард Дуглас (англ. Roosevelt Bernard "Rosie" Douglas; 15 жовтня 1941 — 1 жовтня 2000) — домініканський політик, прем'єр-міністр країни 2000 року. Обіймав посаду глави уряду упродовж 8 місяців. Помер, перебуваючи на посаді прем'єр-міністра у віці 58 років.